# ژوزف درئه
ژوزف درئه (فرانسوی: Joseph Dreher‎; ۱۵ مهٔ ۱۸۸۴ – ۱۹۴۱) دونده اهل فرانسه بود.